# Jochen Weigl
Jochen Weigl (* 21. April 1971 in Haag in Oberbayern) ist ein ehemaliger deutscher Fußballspieler und Trainer. 

## Spielerkarriere
Er war unter anderem bei der SpVgg Greuther Fürth, dem 1. FC Nürnberg und dem SSV Reutlingen aktiv. Insgesamt bestritt Weigl 108 Spiele in der 2. Bundesliga (7 Tore) und 11 Bundesligaspiele (1 Tor). 
Weigl war vor allem für seine hervorragende Spielübersicht und seine Laufbereitschaft bekannt.
Seit der Saison 2008/09 spielt Jochen Weigl in der Landesliga beim SV Nehren und lässt dort, unter anderem mit zwei weiteren ehemaligen Profis (Domenico Sbordone und Kurt Kremm), seine Karriere ausklingen.

## Trainerkarriere
Im Sommer 2010 wurde Weigl spielender Co-Trainer beim SV Nehren.